# ديدييه روبير
ديدييه روبير (بالفرنسية: Didier Robert) هو سياسي فرنسي، ولد في 26 أبريل 1964 في فرنسا. حزبياً، نشط في الاتحاد من أجل حركة شعبية والجمهوريون.

## مناصب
- انتخب عضو مجلس الشيوخ الفرنسي عن دائرة لا ريونيون (1 يوليو 2014 – 1 أكتوبر 2017).
- في 2010 Réunionese Regional Council election [الإنجليزية]‏، انتخب President of the Regional Council of Réunion  [لغات أخرى]‏ (2010 – ).
- انتخب رئيس بلدية Le Tampon [الإنجليزية]‏ (20 يناير 2006 – 13 أبريل 2010).
- انتخب نائب فرنسي عن دائرة Réunion's 3rd constituency [الإنجليزية]‏ وقد انضم خلال فترته النيابية [الإنجليزية]‏ (20 يونيو 2007 – 19 يونيو 2012)  للكتلة البرلمانية الاتحاد من أجل الحركة الشعبية ‏.